# هايلي أتويل
هايلي إليزابيث أتويل (بالإنجليزية: Hayley Atwell) (ولدت في 5 أبريل 1982)؛ ممثلة بريطانية، معروفة من أدوراها المسرحية مثل مشهد من الجسر والأدوار السينمائية مثل حلم كاساندرا 2007، الدوقة 2008، آركان الأرض 2010، وتجسيدها لشخصية بيغي كارتر في عالم مارفل السينمائي والمسلسل التلفزيوني العميلة كارتر.

## حياتها
ولدت أتويل في لندن، الابنة الوحيده لألسون وغريغ اتويل، والدتها بريطانية الجنسية تعمل محاضرة لتحفيز الجماهير، ووالدها أمريكي الجنسية من مدينة كانسس بولاية ميزوري، كان يعمل كمعالج تدليك ومصور. انفصلا والداها عندما كانت بعمر الثانية.
درست هايلي المستويات المتقدمة في مدرسة الخطابة في لندن قبل ان ان تبدا الدراسة في مدرسة غيلدهول للموسيقى والدراما، التي تخرجت منها عام 2005 بدلًا من دراسة الفلسفة وعلمِ اللاهوت في كلية الملك في لندن.

## اعمالها
أول دور لها في فيلم روائي طويل كان مع المخرج وودي آلن عام 2007 فيلم حلم كاساندرا، الذي اخذت فيه دور ممثلة مسرح وفي عام 2008، ظهرت في فيلم The Duchess بشخصية بيس فوستر وظهرت أيضا في فيلم Brideshead Revisited بشخصية السيدة جوليا فلايت، وكسبت هذه الشخصية الثناء والترشيحات في جوائز الافلام البريطانية المستقلة وجوائز دائرة نقاد لندن السينمائي.

### فيلم
| سنة  | عنوان                         | دور                      | ملاحظات |
| ---- | ----------------------------- | ------------------------ | --- |
| 2007 | حلم كاسندرا                   | انجلينا ستارك            | |
| 2007 | How About You ‏                | ايلي                     | |
| 2008 | Brideshead Revisited ‏         | جوليا فلايت              | |
| 2008 | الدوقة (فيلم)                 | Elizabeth "Bess" Foster ‏ | Nominated – British Independent Film Award for Best Supporting Actress ‏ London Film Critics' Circle Award for British Supporting Actress of the Year ‏ |
| 2011 | كابتن أمريكا: المنتقم الأول   | بيغي كارتر               | ترشح – جوائز سكريم 2011 for Best Science Fiction Actress and for Breakthrough Performance – Female                                                    |
| 2012 | I, Anna                       | ايمي                     | |
| 2012 | The Sweeney ‏                  | نانسي                    | |
| 2013 | Jimi: All Is by My Side       | كاثي ايتشنغهام           | |
| 2013 | Marvel One-Shot: Agent Carter | بيغي كارتر               | Short film |
| 2014 | كابتن أمريكا: جندي الشتاء     | بيغي كارتر               | |
| 2014 | عهد الشباب                    | هوب                      | |
| 2015 | سندريلا                       | والدة سيندرلا            | |
| 2015 | المنتقمون: عصر ألترون         | بيغي كارتر               | |
| 2015 | الرجل النملة (فيلم)           | بيغي كارتر               | |

### تلفزيون
| سنة          | عنوان                    | دور                | ملاحظات                                                                           |
| ------------ | ------------------------ | ------------------ | --------------------------------------------------------------------------------- |
| 2005         | Whatever Love Means      | سابرينا غينيس      | Television film                                                                   |
| 2006         | فاني كرادوك              | جاين               | Nominated – جائزة النيمف الذهبية                                                  |
| 2006         | The Ruby in the Smoke    | روزا               | فيلم تلفزيوني                                                                     |
| 2006         | The Line of Beauty ‏      | كاثرين فيدين       | الحلقة3                                                                           |
| 2007         | Mansfield Park           | ماري كروفورد       | Television film                                                                   |
| 2007         | الظل في الشمال ‏          | روزا               | ملسلسل تلفزيوني                                                                   |
| 2009         | السجين (مسلسل قصير)      | لوسي/415           | الحلقة5                                                                           |
| 2010         | أعمدة الأرض (مسلسل قصير) | الينا              | 8 episodes Nominated – جائزة غولدن غلوب لأفضل ممثلة - مسلسل قصير أو فيلم تلفزيوني |
| 2010         | Any Human Heart ‏         | فريا               | الحلقة 4                                                                          |
| 2012         | Falcón                   | كونسويلو خيمينيز   | الحلقة 4                                                                          |
| 2012         | Playhouse Presents       | موظف البنك         | حلقة: "الرجل"                                                                     |
| 2012         | Restless                 | ايفا ديليكتورسكايا | الحلقة الثانية                                                                    |
| 2013         | المرآة السوداء (مسلسل)   | مارثا              | حلقة: "سوف ارجع مرأة سوداء "                                                      |
| 2013         | Life of Crime            | دينيس وودز         | الحلقة 3                                                                          |
| 2014         | عملاء شيلد               | بيغي كارتر         | الحلقة الثانية                                                                    |
| 2015–present | العميلة كارتر            | بيغي كارتر         | Lead role; 8 episodes Pending – Saturn Award for Best Actress on Television       |

## روابط خارجية
- هايلي أتويل على موقع IMDb (الإنجليزية)
- هايلي أتويل على موقع ميتاكريتيك (الإنجليزية)
- هايلي أتويل على موقع روتن توميتوز (الإنجليزية)
- هايلي أتويل على موقع ألو سيني (الفرنسية)
- هايلي أتويل على موقع تيرنر كلاسيك موفيز (الإنجليزية)
- هايلي أتويل على موقع أول موفي (الإنجليزية)
- هايلي أتويل على موقع قاعدة بيانات الأفلام السويدية (السويدية)
- هايلي أتويل على موقع إن إن دي بي (الإنجليزية)
- هايلي أتويل على موقع قاعدة بيانات الفيلم (الإنجليزية)
- هايلي أتويل على موقع كينوبويسك (الروسية)